# باربرا باري
باربرا باري (بالإنجليزية: Barbara Barrie)‏ هي روائية وكاتبةللأطفال وكاتِبة وممثلة أمريكية، ولدت في 23 مايو 1931 بشيكاغو في الولايات المتحدة. بدأت مشوارها المهني سنة 1955.

## أعمال

### أفلام
- (1979) الهروب
- (1997) هرقل

### مسلسلات
- بارني ميلر
- بوشنغ ديزيز[5]
- فجأة سوزان

## ترشيحات
- جائزة الأوسكار لأفضل ممثلة مساعدة، عن عمل: الهروب (1979)

## وصلات خارجية
- باربرا باري على موقع IMDb (الإنجليزية)
- باربرا باري على موقع ألو سيني (الفرنسية)
- باربرا باري على موقع أول موفي (الإنجليزية)
- باربرا باري على موقع قاعدة بيانات برودواي على الإنترنت (الإنجليزية)
- باربرا باري على موقع قاعدة بيانات الأفلام السويدية (السويدية)
- باربرا باري على موقع إن إن دي بي (الإنجليزية)
- باربرا باري على موقع ديسكوغز (الإنجليزية)
- باربرا باري على موقع قاعدة بيانات الفيلم (الإنجليزية)
- باربرا باري على موقع كينوبويسك (الروسية)